# Aurelia Dobre

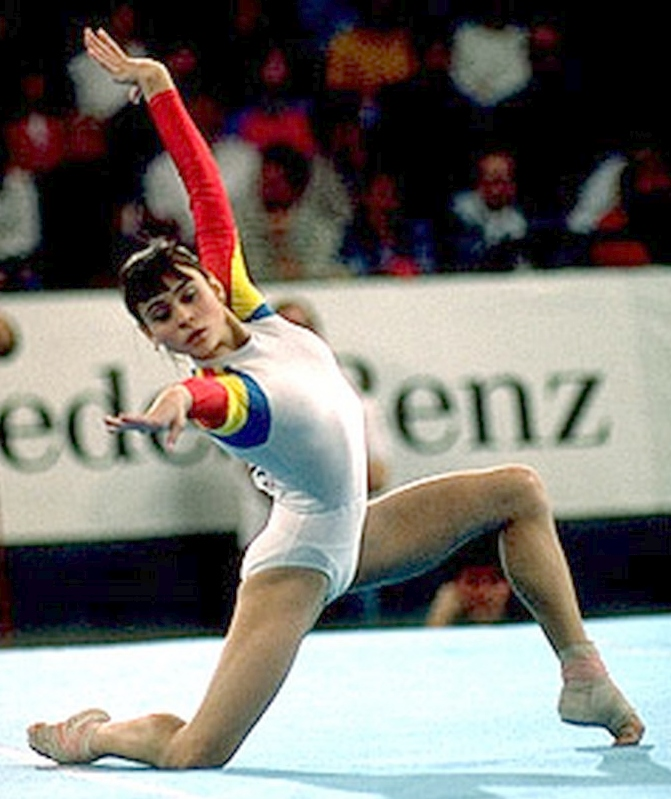
Aurelia Dobre bei den Olympischen Spielen 1988

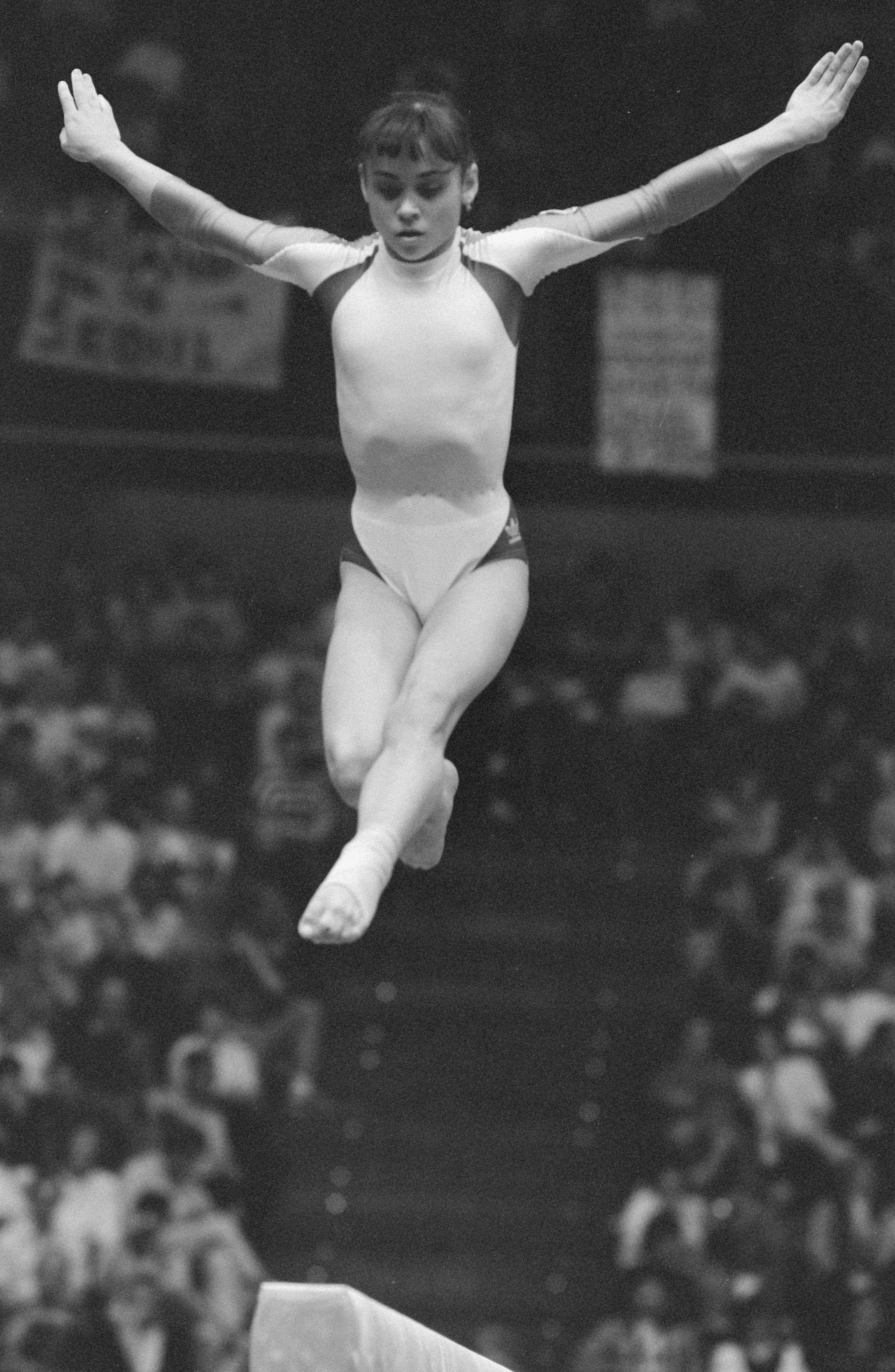
Bei den Weltmeisterschaften 1987

Aurelia Dobre (heute Aurelia Mofid; * 16. November 1972 in Bukarest) ist eine ehemalige rumänische Kunstturnerin, die von Adrian Goreac trainiert wurde.

## Leben
Bevor bekannt wurde, dass die Altersangabe der Russin Olga Bitscherowa bei ihrem ersten Titelgewinn 1981 falsch war, galt Aurelia Dobre jahrelang als jüngste Weltmeisterin in ihrer Sportart. Sie gewann bei den Turn-Weltmeisterschaften 1987 in Rotterdam im Alter von 14 Jahren und 352 Tagen die erste ihrer drei WM-Medaillen, am Ende waren es die Titel am Schwebebalken, im Mehrkampf und mit der Staffel. Hinzu kamen Bronzemedaillen beim Sprung und auf dem Boden. In der Folgezeit hatte sie immer wieder mit Verletzungen zu kämpfen. Bei den Olympischen Sommerspielen 1988 in Seoul gewann sie deshalb nur eine Silbermedaille mit der Staffel. Dasselbe Ergebnis erreichte Dobre bei der WM 1989 in Stuttgart. Anschließend trat sie wegen diverser Verletzungsprobleme vom Leistungssport zurück.
Dobre galt als elegante Sportlerin mit sauberer Technik. In ihrer Karriere erreichte sie fünfmal eine „perfekte Zehn“. 1991 erregte sie großes Aufsehen, als sie für den niederländischen Playboy nackt posierte und dort sowie für eine rumänische Zeitung ein Interview gab, in dem sie die Methoden und Verhältnisse im rumänischen Kunstturnen vor dem politischen Umschwung kritisierte. 1992 siedelte sie in die USA über, wo sie Boz Mofid, den iranischen Ex-Mann von Oxana Omeljantschik, heiratete und vier Kinder bekam. Dobre arbeitet heute als Choreografin und Tanzlehrerin im Sportstudio ihres Mannes in Maryland.
2016 wurde sie in die International Gymnastics Hall of Fame aufgenommen.